# Рицервельдт, Альберт
Альберт Рицервельдт (нидерл. Albert Ritserveldt; 13 октября 1905, Герардсберген, провинция Восточная Фландрия, Бельгия — 11 марта 2002, коммуна Зоттегем, провинция Восточная Фландрия, Бельгия) — бельгийский профессиональный шоссейный велогонщик в 1937-1948 годах.  Победитель  однодневной классической велогонки Льеж — Бастонь — Льеж (1939). 

## Достижения
1937
2-й Гент — Вевельгем
1938
2-й Тур Бельгии — Генеральная классификация
1939
1-й Льеж — Бастонь — Льеж
9-й Тур де Франс — Генеральная классификация
3-й — Горная классификация
9-й Париж — Тур
1940
1-й — Этап 6 Вуэльта Каталонии
1942
1-й Гран-при Зоттегема
5-й Флеш Валонь
1943
3-й Гран-при Валлонии

## Статистика выступлений

### Гранд-туры
| Гранд-тур                 | 1939 | 1940 | 1941 | 1942 | 1943 | 1944 | 1945 | 1946 | 1947 | 1948 |
| ------------------------- | ---- | ---- | ---- | ---- | ---- | ---- | ---- | ---- | ---- | ---- |
| Джиро д’Италия            | —    | —    | НП   | НП   | НП   | НП   | НП   | —    | —    | НФ   |
| Тур де Франс              | 9    | НП   | НП   | НП   | НП   | НП   | НП   | НП   | —    | —    |
| (c 2010 ) Вуэльта Испании | НП   | НП   | —    | НП   | НП   | НП   | —    | —    | —    | —    |

| —  | Не участвовал               |
| НП | Соревнование не проводилось |
| НФ | Не финишировал              |